# Саттарова, Турдихан
Турдихан Саттарова (узб. Turdixon Sattorova; 1925, Андижанский уезд, Ферганская область, Узбекская ССР, СССР — ?) — бригадир колхоза «Пахтакор» Балыкчинского района Андижанской области (Узбекская ССР), Герой Социалистического Труда (1971).

## Биография
Родилась в 1925 году на территории Андижанского уезда Ферганской области Узбекской ССР (ныне Балыкчинского района Андижанской области Узбекистана). По национальности узбечка.
В 1942 году устроилась в местный колхоз «Пахтакор» («Хлопкороб»; председатель колхоза — Герой Социалистического Труда Абдуманнаб Исамиддинов) Балыкчинского района, работала в полеводческой бригаде по выращиванию хлопка. В 1953 году стала бригадиром, возглавляемая бригада часто побеждала в соцсоревновании среди бригад хлопкоробов колхоза. С 1960 года — член КПСС.
За получение высоких урожаев хлопка и заслуги в развитии народного хозяйства Узбекской ССР в 1965 году награждена орденом Ленина.
В период 8-й пятилетки (1966—1970) возглавляемая ей бригада была одной из передовых по Андижанской области.
Указом Президиума Верховного Совета СССР от 8 апреля 1971 года «за выдающиеся успехи, достигнутые в развитии сельскохозяйственного производства и выполнении пятилетнего плана продажи государству продуктов земледелия и животноводства» удостоена звания Героя Социалистического Труда с вручением ордена Ленина и золотой медали «Серп и Молот».
Избиралась депутатом Верховного Совета СССР 7-го и 8-го созыва (1966—1974), членом Центрального комитета Компартии Узбекистана.
Награждена 2 орденами Ленина (01.03.1965; 08.04.1971), орденом Трудового Красного Знамени (25.12.1976), медалями.